# Lynn Seaton

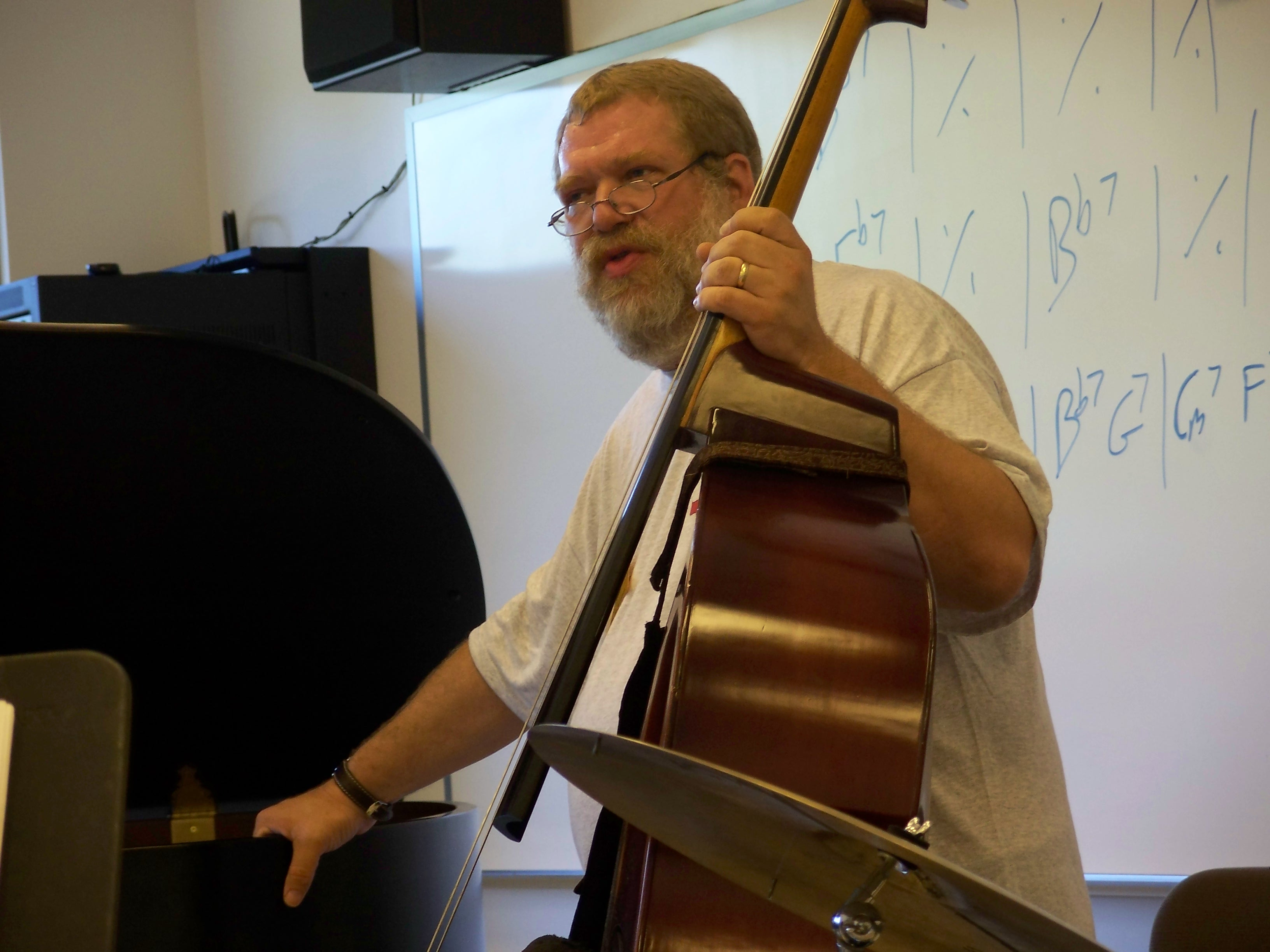
Lynn Seaton

Lynn Seaton (* 18. Juli 1957 in Tulsa, Oklahoma) ist ein US-amerikanischer Jazz-Bassist und Hochschullehrer.

## Biografie
Lynn Seaton lernte zunächst klassische Gitarre und wechselte mit neun Jahren zum Kontrabass. Seine professionelle Karriere begann er in Ohio im Steve Schmidt Trio. Von 1980 bis 1984 war er Hausbassist im Blue Wisp Jazz Club in Cincinnati, ging dann zu Woody Herman und 1985 zum Count Basie Orchestra, mit dem er zwei Jahre auf Welttournee ging. Ab 1986 lebte er in New York und arbeitete er bei Tony Bennett, George Shearing und 1991/92 bei Monty Alexander. 1995–99 gehörte er dem Jeff Hamilton Trio an. Als freischaffender Musiker spielte er nach 1993 u. a. mit Toshiko Akiyoshi, Ernestine Anderson, Buck Clayton, Al Cohn, Kenny Drew Jr., Blossom Dearie, Sweets Edison, Herb Ellis, Frank Foster, Tim Hagans, Scott Hamilton, Winard Harper, Thad Jones, Mel Lewis, Marian McPartland, Jay McShann, Butch Miles (Straight on Till Morning, 2003), Mark Murphy, Ken Peplowski, Bucky Pizzarelli, Jimmy Raney, Emily Remler, Diane Schuur, Maria Schneider, Bud Shank, Maxine Sullivan, Mel Tormé, Frank Wess, Joe Williams und Teddy Wilson. 1998 ging er an die University of North Texas, wo er seitdem im Jazz-Programm unterrichtet. Unter eigenem Namen legte er drei Alben vor, Bassman’s Basement (1991, mit Tim Horner), Solo Flights (OmniTone, 1996) und Puttin’ on the Ritz.
2006 wurde Lynn Seaton in die Oklahoma Jazz Hall of Fame aufgenommen.